# Constitution des Lacédémoniens
Sauf précision contraire, les dates de cet article sont sous-entendues « avant l'ère commune » (AEC), c'est-à-dire « avant Jésus-Christ ».
La Constitution des Lacédémoniens est un traité de philosophie politique de Xénophon écrit en 378 ou 377 alors que l'auteur était dans son domaine de Scillonte  analysant la constitution et les mœurs de la cité grecque de Sparte au IVe siècle (av. J.-C).